# Grupo uniparamétrico
En matemáticas, un grupo uniparamétrico o subgrupo uniparamétrico es un subconjunto de un grupo de Lie de dimensión uno. De hecho un grupo uniparamétrico puede ser representado por una colección {\displaystyle \{\varphi _{t}\in G|t\in I\subset \mathbb {R} \}} de "operadores" o elementos de un grupo {\displaystyle (G,\cdot )}, que vienen dados por un homomorfismo local de grupo continuo {\displaystyle \varphi :\mathbb {R} \to G}, de la recta real {\displaystyle \mathbb {R} }, considerada como grupo aditivo) a otro grupo topológico G. Un homomorfismo local como el anterior se define por las siguientes condiciones:
1. {\displaystyle \varphi _{0}=e_{G}}
2. {\displaystyle \exists (-t_{0},t_{0})\subset I_{0}\subset I:\ \left(\forall s,t\in I_{0}:(\varphi _{s+t}=\varphi _{s}\cdot \varphi _{t})\right)}

## Grupo uniparamétrico global
Cuando la aplicación que define el subgrupo se puede extender a toda la recta real, es decir, cuando en la definición anterior puede extenderse de modo que {\displaystyle I_{0}=\mathbb {R} }, entonces la extensión de {\displaystyle \varphi \;} es un homeomorfismo ordinario y entonces el grupo uniparamétrico no sólo es un subconjunto de un grupo continuo de dimensión uno, sino que toda la colección {\displaystyle \{\varphi _{t}\}} es en sí misma un grupo continuo unidimensional.
Un grupo uniparamétrico global puede ser identificado con un grupo de Lie unidimensional.

### Ejemplo
La aplicación dada por:

{\displaystyle \varphi :R\to U(1)\subset \mathbb {C} \qquad \varphi _{s}=\exp(2\pi si)}

Donde {\displaystyle U(1)\;} denota el conjunto de números complejos de módulo unidad, que topológicamente puede ser interpretado como el círculo unidad del plano euclídeo; constituye un grupo uniparamétrico local, no trivial y la aplicación {\displaystyle \varphi \;} es un epimorfismo de grupos. En este caso el grupo paramétrico unidimensional es además un grupo de Lie.

## Grupos uniparamétricos locales
En matemáticas y sobre todo en física surge la necesidad de considerar grupos de simetría alrededor del operador identidad {\displaystyle \varphi _{0}\;} en ese caso usamos morfismos locales que no necesariamente pueden extenderse a morfismos globales.

## Grupos uniparamétricos en grupos de Lie
Un caso especialmente extraño son los grupos uniparamétricos son aquellos que aun siendo grupos unidimensionales son densos en un grupo de Lie de dimensión mayor que uno. En ese caso surge la complicación técnica es que {\displaystyle \varphi (\mathbb {R} )} como subespacio de {\displaystyle (G,\cdot )} tiene una topología más gruesa que la de la recta real ordinaria, al ser {\displaystyle \varphi \;} inyectivo.
Un ejemplo de esto es la aplicación de la recta real sobre el toro:

{\displaystyle \varphi :\mathbb {R} \to {\mbox{S}}^{1}\times {\mbox{S}}^{1}\qquad \varphi _{s}=({\mbox{e}}^{(2\pi r_{0})si},{\mbox{e}}^{2\pi si})}

Donde {\displaystyle r_{0}} es un número irracional. El grupo uniparamétrico identificado con el conjunto imagen de la aplicación anterior se enrosca y se enrosca sobre el toro indefinidamente sin intersecarse a sí mismo formando un conjunto denso en el toro que se distingue del toro por tres razones:
- Tiene una parametrización definida,
- El homomorfismo de grupos puede no ser inyectivo, y
- La topología inducida puede no ser la estándar de la recta real.

## Grupos uniparamétricos en física
Puede probarse que el conjunto de grupos uniparamétricos locales que mantienen la simetría o invariancia de un cierto problema físico está generado por un elemento de un álgebra de Lie.

### Teorema de Noether
El teorema de Noether permite construir integrales de movimiento o leyes de conservación a partir de elementos del álgebra de Lie que genera todos los grupos uniparamétricos que son simetrías locales del problema físico.

### Operadores unitarios en mecánica cuántica
Tales grupos uniparamétricos son de importancia básica en la teoría de los grupos de Lie, para quienes cada elemento del álgebra de Lie asociada define tal homomorfismo, la función exponencial. En el caso de grupos matriciales viene dado por la exponencial de matrices.
Otro caso importante se ve en el análisis funcional, con G siendo el grupo de los operadores unitarios en un espacio de Hilbert.
- Datos: Q1308481